# Descodificació neuronal

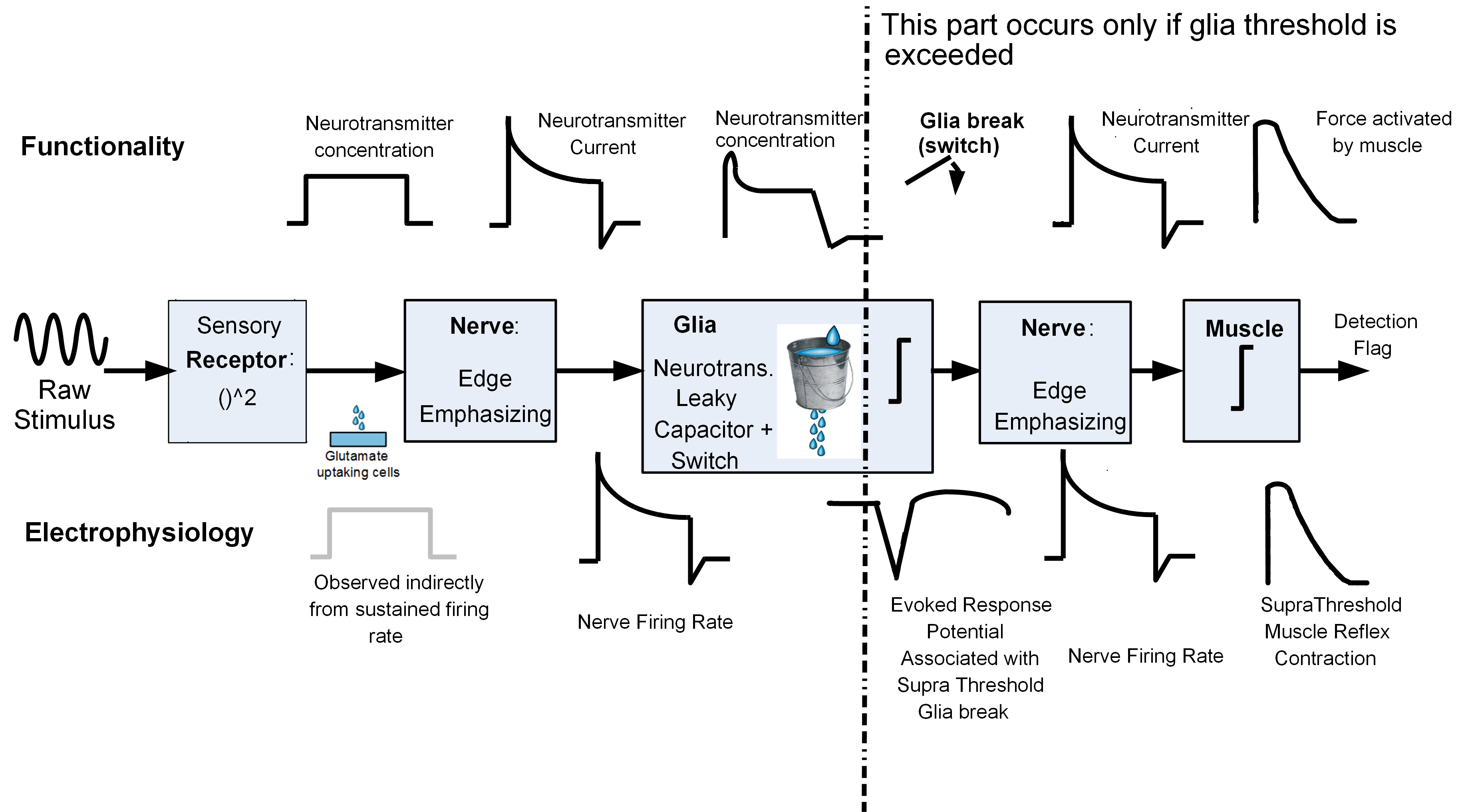
L'esquema de detecció neuronal biològica tal com es conjectura a Nossenson et al (2013, 2016).

La descodificació neuronal és un camp de la neurociència que s'ocupa de la reconstrucció hipotètica d'estímuls sensorials i altres a partir d'informació que ja ha estat codificada i representada al cervell per xarxes de neurones. La reconstrucció fa referència a la capacitat de l'investigador per predir quins estímuls sensorials està rebent el subjecte basant-se exclusivament en potencials d'acció neuronal. Per tant, l'objectiu principal de la descodificació neuronal és caracteritzar com l'activitat elèctrica de les neurones provoca activitat i respostes al cervell.
Aquest article es refereix específicament a la descodificació neuronal pel que fa al neocòrtex dels mamífers.

## Visió general
Quan mira una imatge, el cervell de la gent està constantment prenent decisions sobre quin objecte estan mirant, on han de moure els ulls a continuació i quins consideren que són els aspectes més destacats de l'estímul d'entrada. Quan aquestes imatges arriben a la part posterior de la retina, aquests estímuls es converteixen de longituds d'ona variables a una sèrie d'espigues neuronals anomenades potencials d'acció. Aquests patrons de potencials d'acció són diferents per a diferents objectes i diferents colors; per tant, diem que les neurones codifiquen objectes i colors variant les seves velocitats d'espiga o patró temporal. Ara, si algú sonda el cervell col·locant elèctrodes a l'escorça visual primària, pot trobar el que sembla ser una activitat elèctrica aleatòria. Aquestes neurones s'estan disparant en resposta a les característiques de nivell inferior de l'entrada visual, possiblement les vores d'un marc d'imatge. Això posa de manifest el quid de la hipòtesi de la descodificació neuronal: que és possible reconstruir un estímul a partir de la resposta del conjunt de neurones que el representen. En altres paraules, és possible mirar les dades del tren d'espiga i dir que la persona o l'animal que s'està gravant està mirant una bola vermella.
Amb el recent avenç en les tecnologies de descodificació i enregistrament neuronal a gran escala, els investigadors han començat a descifrar el codi neuronal i ja han donat la primera visió del codi neuronal en temps real de les traces de memòria a mesura que la memòria es forma i es recorda a l'hipocamp, un cervell. regió coneguda per ser central per a la formació de la memòria. Els neurocientífics han iniciat un projecte de mapatge de l'activitat cerebral o descodificació cerebral a gran escala per construir codis neuronals a tot el cervell.

## De codificació a descodificació
Implícita sobre la hipòtesi de descodificació hi ha la suposició que l'augment neuronal al cervell d'alguna manera representa estímuls al món extern. La descodificació de les dades neuronals seria impossible si les neurones es disparessin a l'atzar: no es representaria res. Aquest procés de descodificació de dades neuronals forma un bucle amb codificació neuronal. En primer lloc, l'organisme ha de ser capaç de percebre un conjunt d'estímuls al món, per exemple, la imatge d'un barret. Veure els estímuls ha de donar lloc a un aprenentatge intern: l'etapa de codificació. Després de variar el rang d'estímuls que es presenta a l'observador, esperem que les neurones s'adaptin a les propietats estadístiques dels senyals, codificant les que es produeixen amb més freqüència: la hipòtesi de codificació eficient. Ara la descodificació neuronal és el procés d'agafar aquestes consistències estadístiques, un model estadístic del món, i reproduir els estímuls. Això pot relacionar-se amb el procés de pensar i actuar, que al seu torn guien quins estímuls rebem i, per tant, completen el bucle.

## Aplicabilitat
L'avenç en la nostra comprensió de la descodificació neuronal beneficia el desenvolupament d'interfícies cervell-màquina, pròtesis i la comprensió de trastorns neurològics com l'epilèpsia.